# Funck
Funck (latinisiert Scintilla und Funccius) ist ein deutscher Familienname.

## Namensträger
- Albert von Funck (1847–1917), württembergischer Generalmajor
- Alexius Funck († 1521), österreichischer Handelsherr
- Anna Funck (* 1980), deutsche Moderatorin
- Bernd Funck (1945–1996), deutscher Althistoriker
- Bernhard Funck (1895–1993), deutscher Verleger und Kunstsammler
- Carl Funck (Politiker, 1708) (1708–1783), schwedischer Offizier und Politiker
- Carl von Funck (1881–1963), deutscher Politiker (DNVP)
- Carl Ludwig Funck (Politiker, 1825) (1825–1884), deutscher Kaufmann und Politiker
- Carl Ludwig Funck (Politiker, 1852) (1852–1918), deutscher Lederhändler und Politiker (DFP), MdR
- Christian Funck (1659–1729), deutscher Theologe, Geschichtsschreiber und Dichter
- David Funck (Verleger) (auch David Funcke, David Funk; 1642–1709), deutscher Verleger und Kunsthändler
- David Funck (Komponist) (auch David Funcken, David Funk; 1648–1701), böhmischer Komponist und Musiker
- Engelhard Funck (um 1450–1513), deutscher Dichter und Theologe des Humanismus in Rom und Würzburg
- Eugen Funck (1862–1935), deutscher Apotheker
- Fabian Funck († nach 1551), Gelehrter, Kurfürstlicher Rat und Propst in Cölln
- Frantz Funck-Brentano (1862–1947), französischer Schriftsteller, Historiker und Theaterautor
- Franz Funck (1803–1886), deutscher Mathematiker und Pädagoge
- Friedrich Wilhelm von Funck (1774–1830), deutscher Generalmajor
- Hans von Funck (1891–1979), deutscher General der Panzertruppe
- Hans Funck (1953–2014), deutscher Filmeditor
- Heinrich Funck (Bischof) (auch Henry Funk; um 1700–1760), deutscher Mennonit, Bischof in Amerika
- Heinrich Funck (Philologe) (1853–1932), deutscher Pädagoge, Philologe und Historiker
- Heinrich Christian Funck (1771–1839), deutscher Botaniker
- Hermann Nikolaus Funck (1733 oder 1738–1802), deutscher Jurist
- Johann Funck (Theologe) (auch Johann Funk; 1518–1566), deutscher Theologe
- Johann Funck (Architekt), deutscher Architekt
- Johann Christoph Funck (1759–1839), deutscher Brauereibesitzer und Politiker
- Johann Friedrich Funck (1804–1857), deutscher Verleger, Schriftsteller und Theologe
- Johann Heinrich Funck († 1713), böhmischer Spitzenhändler
- Johann Nicolaus Funck (1693–1777), deutscher Philologe
- Johann Nikolaus Funck (1715–1758), deutscher Philologe und Hochschullehrer
- Jürgen von Funck (1882–1963), deutscher Verwaltungsbeamter und Landrat
- Karl Funck (Jurist) (1768–1837), deutscher Jurist
- Karl von Funck (1839–1925), deutscher Generalleutnant
- Karl Maria Funck (1892–1945), deutscher Maler der Düsseldorfer Schule, Museumsleiter in Remagen
- Karl Wilhelm Ferdinand von Funck (1761–1828), deutscher Generalleutnant
- Leo Funck (1836–1923), deutscher Ingenieur und Erfinder
- Magdalena Rosina Funck (1672–1695), deutsche Künstlerin
- Marcus Funck (* 1967), deutscher Historiker und Antisemitismusforscher
- Matthias Funck (um 1480–nach 1533), neulateinischer Epiker
- Paul Johannes von Funck (1851–1913), deutscher Verwaltungsbeamter und Polizeidirektor
- Peter Funck (1846–1932), Luxemburger Architekt, siehe Pierre Funck
- Peter E. Funck (* 1951), deutscher Schauspieler und Regisseur
- Richard von Funck (1841–1906), preußischer General der Infanterie
- Rolf Funck (1930–2015), deutscher Volkswirtschaftler und Hochschullehrer
- Saskia Funck (* 1968), deutsche Politikerin (CDU), siehe Saskia Ludwig
- Theodor Funck (1867–1919), deutscher Maler
- Thomas Funck (1919–2010), schwedischer Hörspiel- und Kinderbuchautor
- Werner Funck (1881–1951), deutscher Schauspieler, Sänger, Filmregisseur und -produzent
- Wilhelm Funck (1858–1923), deutscher Politiker, Oberbürgermeister von Elberfeld
- Zacharias Funck (1785–1849), deutscher Schriftsteller und Verleger, siehe Carl Friedrich Kunz